# Hamilton (Washington)
Hamilton es un pueblo ubicada en el condado de Skagit en el estado estadounidense de Washington. En el año 2000 tenía una población de 309 habitantes y una densidad poblacional de 120,9 personas por km².

## Geografía
Hamilton se encuentra ubicada en las coordenadas 48°31′34″N 121°59′20″O / 48.52611, -121.98889.

## Demografía
Según la Oficina del Censo en 2000 los ingresos medios por hogar en la localidad eran de $31.500, y los ingresos medios por familia eran $34.063. Los hombres tenían unos ingresos medios de $33.542 frente a los $22.969 para las mujeres. La renta per cápita para la localidad era de $13.531. Alrededor del 22,8% de la población estaban por debajo del umbral de pobreza.